# Rosettfetblad
Rosettfetblad (Rhodiola pachyclados) är en fetbladsväxtart som först beskrevs av James Edward Tierney Aitchison och Hemsl., och fick sitt nu gällande namn av Hideaki Ohba. Rhodiola pachyclados ingår i släktet rosenrötter, och familjen fetbladsväxter. Inga underarter finns listade i Catalogue of Life.

## Bildgalleri

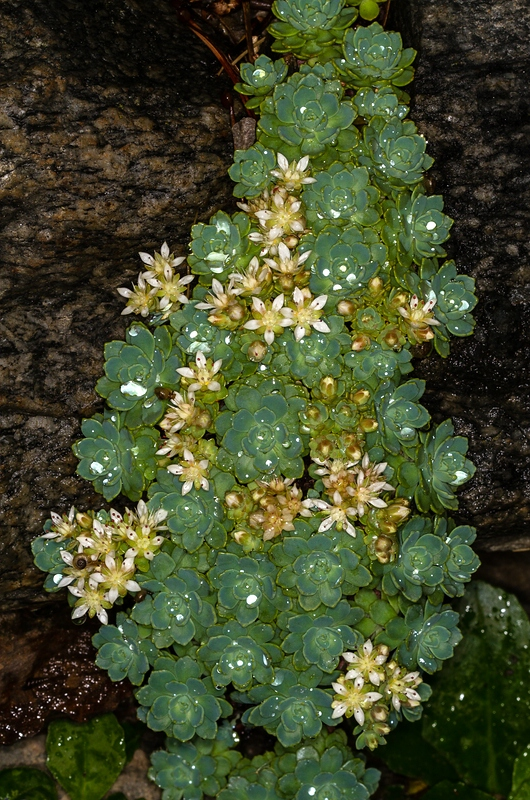
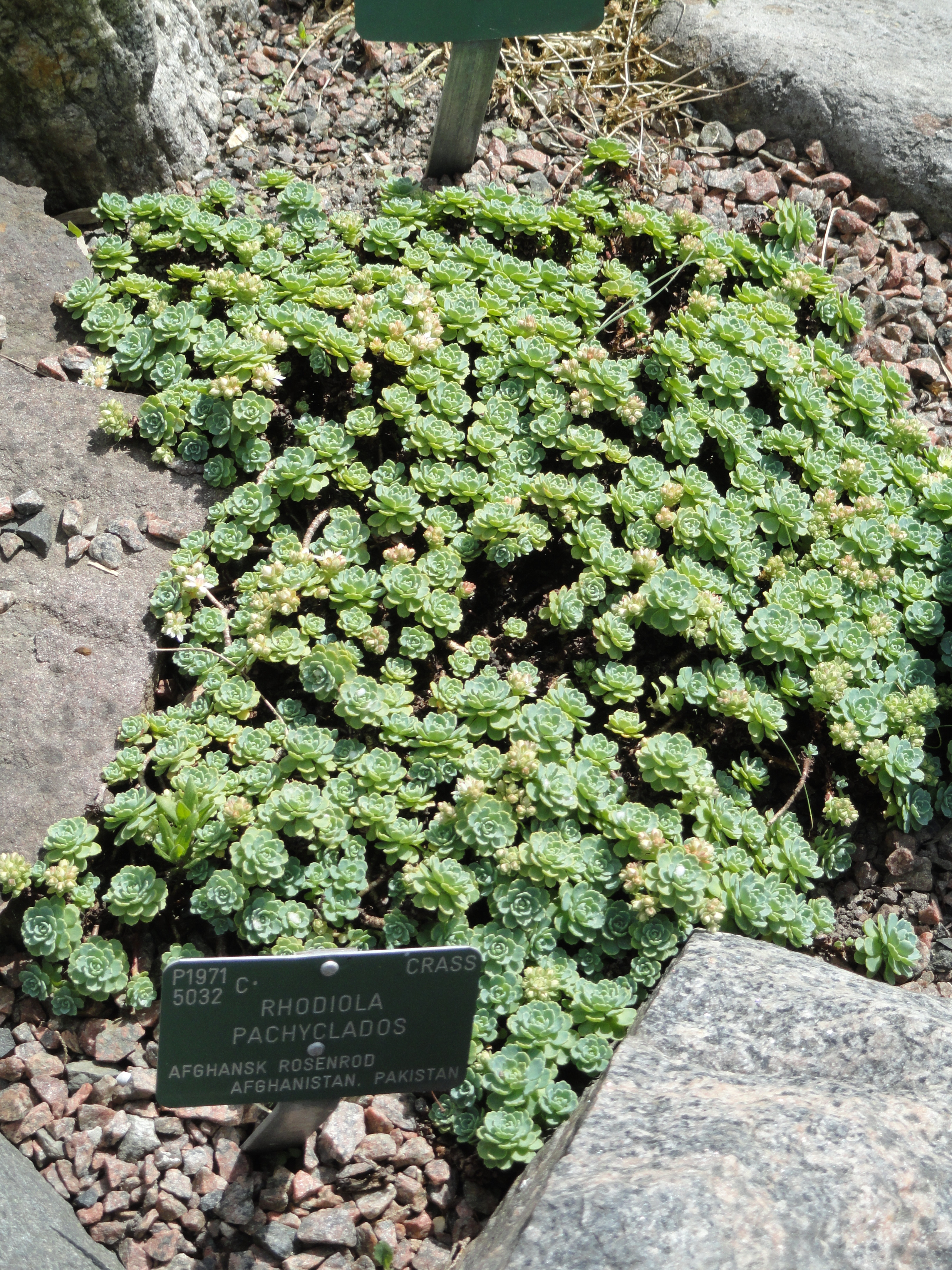
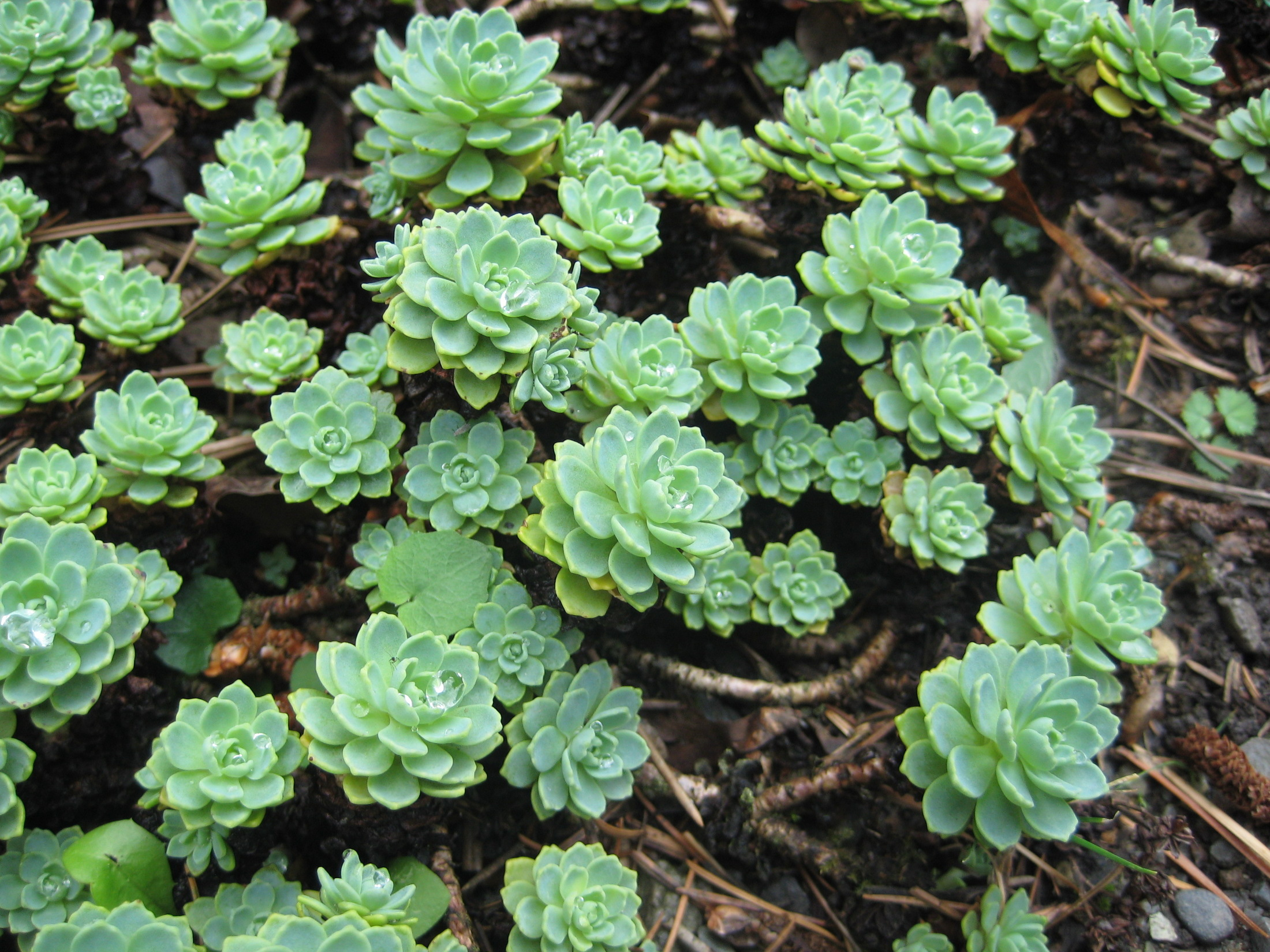
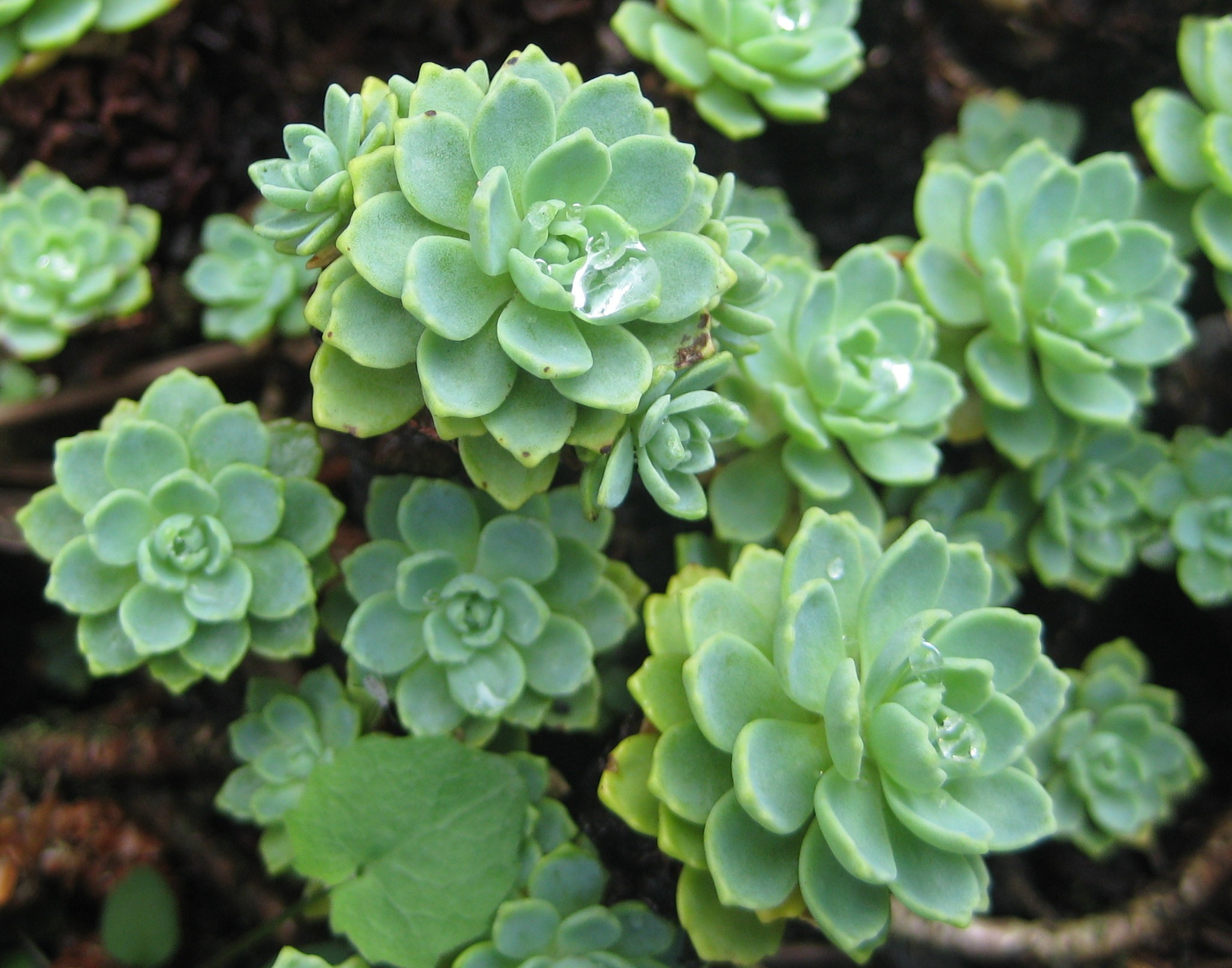
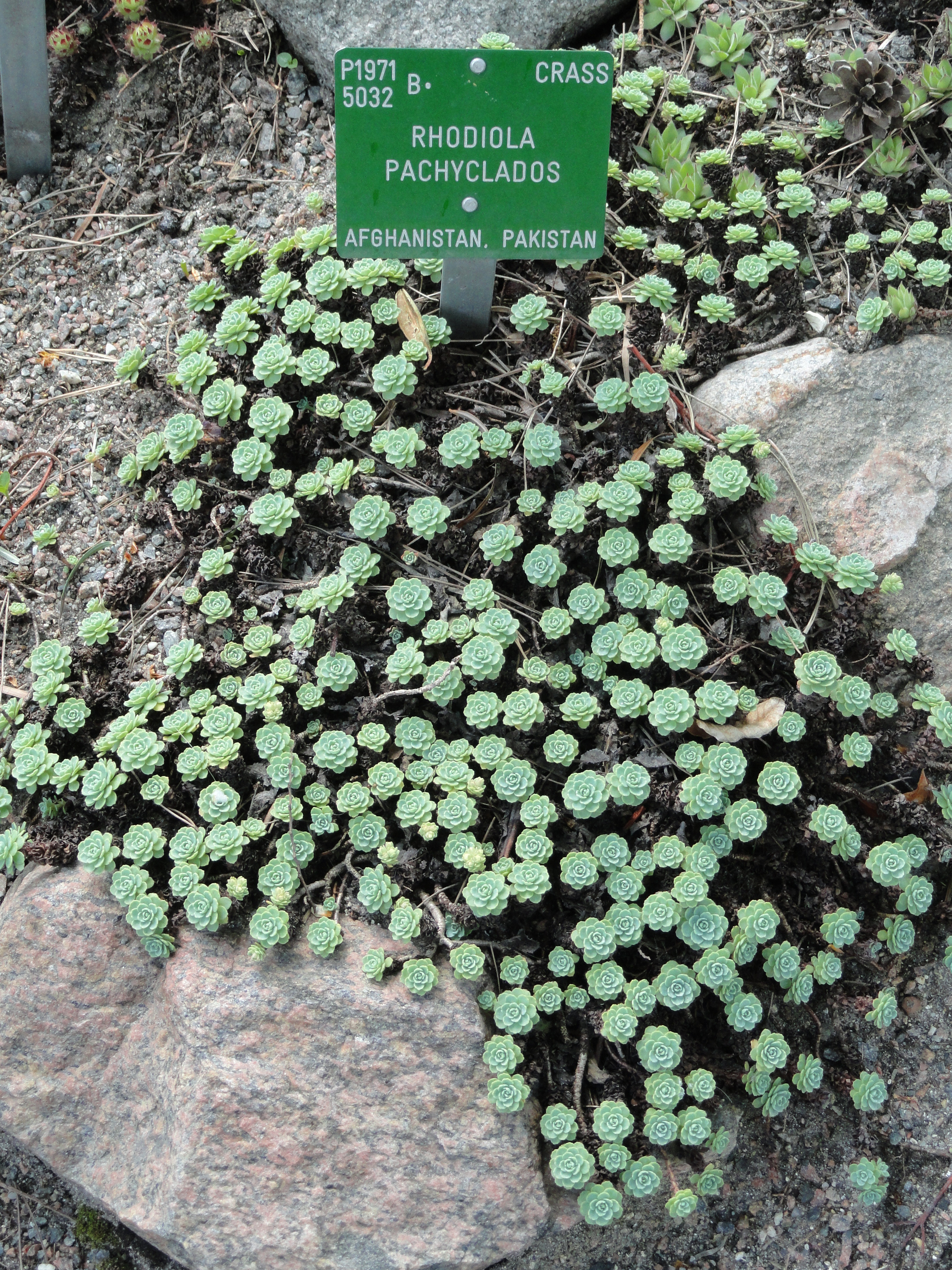
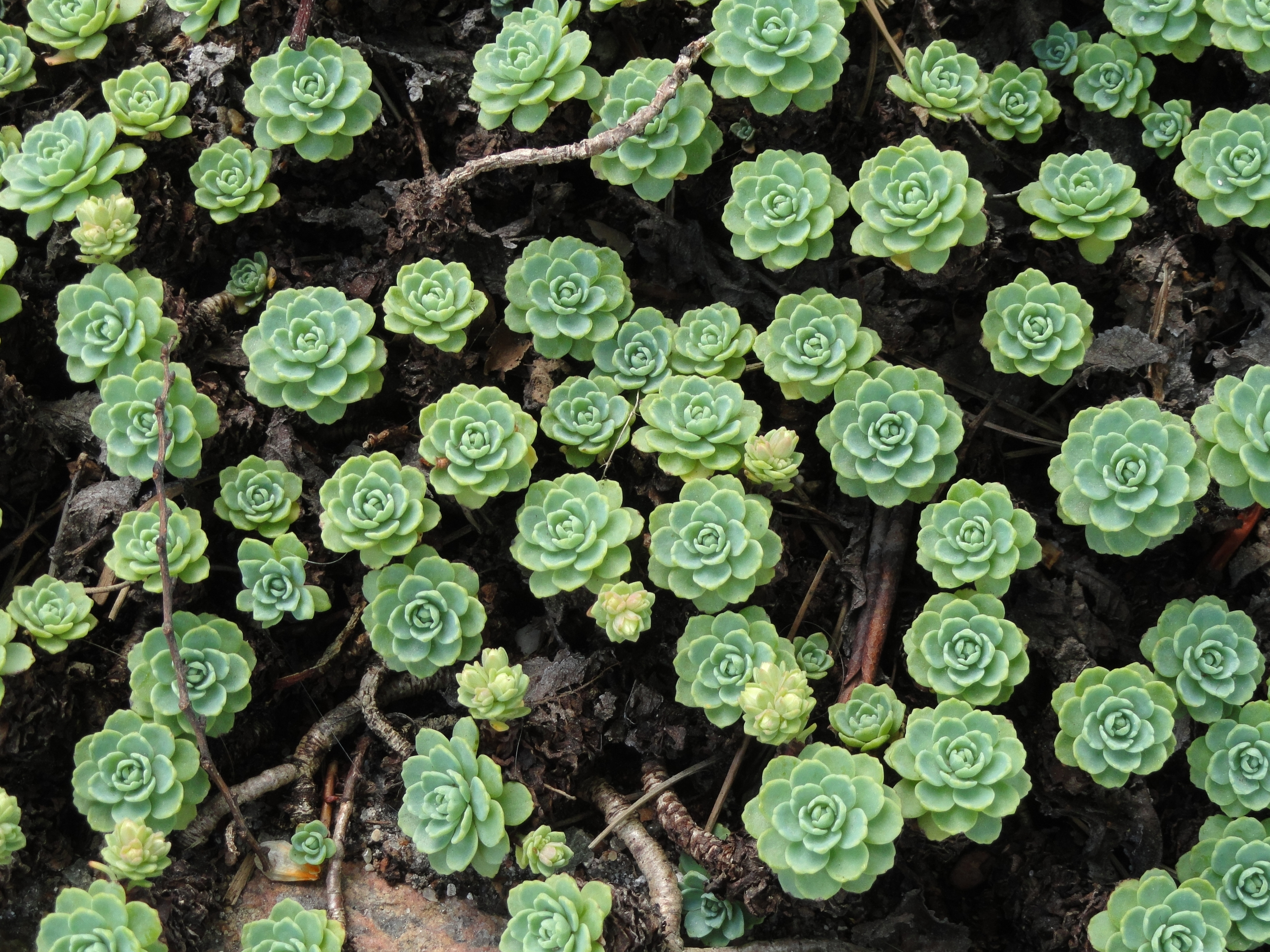